# Mavis Staples
Mavis Staples, född 10 juli 1939 i Chicago, Illinois, är en amerikansk rhythm & blues- och gospelsångerska, skådespelare och medborgarrättsaktivist. 
Staples var från 1950 medlem i The Staple Singers (verksamma 1948–1994), tillsammans med sin far Pops Staples (1914-2000) och sina syskon, Pervis, Yvonne och Cleotha. Mavis Staples blev senare även verksam som soloartist, hennes självbetitlade debutalbum utkom 1969. Hon har med The Staple Singers och som soloartist gjort låtar som "Why? (Am I Treated So Bad)", "Respect Yourself", "I'll Take You There", "A House Is Not a Home", "The Weight", "Let's Do It Again" (till filmen Kalabalik i gangstervärlden), "Show Me How It Works" (till filmen Tjejen som tog hem spelet) och "Christmas Vacation" (till filmen Ett päron till farsa firar jul). 
Under sin karriär har Mavis Staples medverkat i många filmer och TV-program, däribland The Last Waltz, Graffiti Bridge, Wattstax, Spanarna, Songs of Praise, Soul Train, Soul to Soul och Cosby. Den 8 september 2015 var Staples gäst i premiäravsnittet av The Late Show with Stephen Colbert.
Mavis!, den första dokumentärfilmen om Staples och The Staple Singers, regisserad av Jessica Edwards, hade sin världspremiär på South by Southwest Film Festival i mars 2015. Den sändes på HBO i februari 2016 och på SVT hösten 2017.
Staples gifte sig med Spencer Leak 1964, men äktenskapet blev kortvarigt och de skilde sig då Staples inte ville avsluta sin musikkarriär för att bli hemmafru. Hon har inga barn.  

## Filmografi i urval
- Wattstax (1973)
- The Last Waltz (1978)
- Graffiti Bridge (1990)
- Cosby (1990)
- Mavis! (2015)

## Diskografi

### Studioalbum
- Mavis Staples, Volt Records, 1969
- Boy Meets Girl, Stax Records, 1969
- Only for the Lonely, Volt Records, 1970
- A Piece of the Action, Curtom Records, 1977 (musik från filmen A Piece of the Action av Sidney Poitier)
- Love Gone Bad, Phono Records, 1984
- Oh, What a Feeling, Warner Brothers Records, 1979
- Time Waits for No One, Paisley Park Records, 1989 (Producerad av Prince)
- The Voice, Paisley Park Records, 1993 (Exekutiv producent Prince)
- Spirituals & Gospel - Dedicated to Mahalia Jackson, Verve Records, 1996
- Have a Little Faith, Alligator Records, 2004
- We'll Never Turn Back, ANTI- Records, 2007
- You Are Not Alone, ANTI- Records, 2010
- One True Vine, ANTI- Records, 2013
- Livin' on a High Note, ANTI-/Epitaph Records, 2016
- If All I Was Was Black, ANTI- Records, 2017